# Tour de Lombardie 1974
La 68e édition du Tour de Lombardie s'est déroulée le 12 octobre 1974. La course a été remportée par le coureur belge Roger De Vlaeminck qui signe sa première victoire dans cette classique. Le parcours s'est déroulé entre Milan et Côme sur une distance de 266 kilomètres.

## Présentation

### Favoris
Le Belge Eddy Merckx, champion du monde, vainqueur de l'édition 1972 et déclassé pour dopage en 1973, est présent et fait figure de grand favori. Les Italiens Felice Gimondi, vainqueur de l'édition précédente, Francesco Moser et Franco Bitossi et les Belges Roger De Vlaeminck et Frans Verbeeck sont aussi cités parmi les favoris.

## Déroulement de la course
Quatre coureurs se présentent à l'arrivée sur le vélodrome de Côme. Il s'agit des Belges Eddy Merckx et Roger De Vlaeminck et de deux Italiens moins connus : Giuseppe Perletto et Costantino Conti. Perletto pénètre le premier sur la piste suivi par Merckx, De Vlaeminck et Conti. Merckx accélère aux deux cents mètres mais il est rapidement dépassé par De Vlaeminck qui maintient une bonne longueur d'avance sur son compatriote lors du franchissement de la ligne d'arrivée. Conti complète le podium. Sur les 125 coureurs partants, seulement 26 terminent la course.

## Classement final
| Pos. | Coureur                  | Équipe     | Temps           |
| ---- | ------------------------ | ---------- | --------------- |
| 1    | Roger De Vlaeminck       | Brooklyn   | 7 h 07 min 54 s |
| 2    | Eddy Merckx              | Molteni    | m.t.            |
| 3    | Costantino Conti         | Zonca      | m.t.            |
| 4    | Giuseppe Perletto        | Sammontana | à 2 s           |
| 5    | Frans Verbeeck           | Watney     | à 1 min 24 s    |
| 6    | Bernard Thévenet         | Peugeot    | m.t.            |
| 7    | Francesco Moser          | Filotex    | m.t.            |
| 8    | Franco Bitossi           | Scic       | à 2 min 17 s    |
| 9    | Ole Ritter               | Filotex    | à 2 min 20 s    |
| 10   | Jean-Pierre Danguillaume | Peugeot    | m.t.            |